# Gaetano Monachello
Gaetano Monachello, né le 3 mars 1994 à Agrigente, est un footballeur italien qui évolue au poste d'attaquant à Ascoli en prêt de l'Atalanta Bergame.

## Biographie

### En club
Formé à l'Inter Milan, Monachello a passé une demi-saison avec la Primavera de Parme avant de quitter l'Italie pour rejoindre l'Ukraine et le Metalurg Donetsk où il ne reste que six mois.
En janvier 2013, il s'engage alors avec l'Olympiakos Nicosie avec qui il dispute quatorze rencontres pour sept buts inscrits. En fin de saison, il change à nouveau de club et signe un contrat de trois ans avec l'AS Monaco.
Le club de la Principauté décide ensuite de le prêter pour une saison au Cercle Bruges. Mais en manque de temps de jeu en Belgique, Monachello revient à Monaco dès le mercato hivernal après la résiliation de son prêt.
En janvier 2014, il rejoint la Grèce et le club d'Ergotelis Héraklion pour un prêt de six mois. Il revient ensuite dans la principauté et il est prêté pour un an, durant l'été 2014 au Virtus Lanciano (Italie), club de Serie B.

### En sélection
Entre 2010 et 2011, Monachello a porté à neuf reprises le maillot de équipe d'Italie des moins de 17 ans. Il a fêté sa première sélection le 15 septembre 2010 lors d'une défaite 4-1 contre Israël en marquant également son premier but à ce niveau lors de cette rencontre. Il a inscrit son deuxième et dernier but lors d'une victoire 3-2 en Slovénie en octobre 2010.

## Statistiques détaillées
| Saison                | Club                       | Championnat           | Championnat | Championnat | Coupe(s) nationale(s) | Coupe(s) nationale(s) | Compétition(s) continentale(s) | Compétition(s) continentale(s) | Compétition(s) continentale(s) | Total | Total |
| Saison                | Club                       | Division              | M.          | B.          | M.                    | B.                    | Comp.                          | M.                             | B.                             | M.    | B.    |
| 2012-2013             | Metalurg Donetsk           | Premier-Liga          | 4           | 0           | -                     | -                     | C3                             | -                              | -                              | 4     | 0     |
| 2012-2013             | Olympiakos Nicosie         | First Division        | 14          | 7           | 1                     | 2                     | -                              | -                              | -                              | 15    | 9     |
| 2013-2014             | Cercle Bruges (prêt)       | Jupiler Pro League    | 14          | 1           | 2                     | 0                     | -                              | -                              | -                              | 16    | 1     |
| 2013-2014             | Ergotelis Héraklion (prêt) | Super League          | 10          | 2           | -                     | -                     | -                              | -                              | -                              | 10    | 2     |
| 2014-2015             | Virtus Lanciano (prêt)     | Serie B               | 35          | 8           | 1                     | 0                     | -                              | -                              | -                              | 36    | 8     |
| 2015-2016             | Atalanta Bergame           | Serie A               | 10          | 0           | 1                     | 1                     | -                              | -                              | -                              | 11    | 1     |
| Total sur la carrière | Total sur la carrière      | Total sur la carrière | 87          | 18          | 5                     | 3                     | -                              | 0                              | 0                              | 92    | 21    |